# Friedrich Techmer
 (février 2018).
Friedrich Techmer (1843-1891), est un phonéticien et linguiste prussien, éditeur de l’Internationale Zeitschrift für allgemeine Sprachwissenschaft (Journal international pour la linguistique universelle), pour lequel il conçut son propre système de transcription phonétique.

## Sources
- « In memory of Friedrich Techmer: (14 September 1843-8 January 1891); phonetician, general linguist, historian of linguistics, and founder and editor of Internationale Zeitschrift für allgemeine Sprachwissenschaft, (Leipzig, 1884-1890) », dans Historiographia linguistica, volume 1, 1974.
- E. F. K. Koerner, The importance of Techmer's Internationale Zeitschrift fuer allgemeine Sprachwissenschaft in the development of general linguistics: an essay, John Benjamins Publishing Company, 1973.